# Topics in Catalysis
Topics in Catalysis, abgekürzt Top. Catal.,  ist eine wissenschaftliche Fachzeitschrift, die vom Springer-Verlag veröffentlicht wird. Die erste Ausgabe erschien im Jahr 1994. Derzeit erscheint sie mit acht Ausgaben im Jahr. Es werden Artikel veröffentlicht, die sich mit dem Thema Katalyse beschäftigen.
Der Impact Factor lag für das Jahr 2020 bei 2,910. Nach der Statistik des ISI Web of Knowledge wird das Journal mit diesem Impact Factor in der Kategorie angewandte Chemie an 16. Stelle von 70 Zeitschriften und in der Kategorie physikalische Chemie an 61. Stelle von 139 Zeitschriften geführt.